# (4519) Воронеж
(4519) Воро́неж (лат. Voronezh) — небольшой астероид внутренней части главного пояса, открытый 18 декабря 1976 года советским астрономом Николаем Черных в Крымской обсерватории и названный в честь города Воронежа — центра Центрально-Чернозёмной области, в которой Черных родился.

Орбита астероида Воронеж и его положение в Солнечной системе